# 长鳍犁头鳅
长鳍犁头鳅（学名：Lepturichthys dolichopterus）为平鳍鳅科犁头鳅属的鱼类。在中国，分布于福建南平等。该物种的模式产地在福建财平闽江上游。

## 扩展阅读
維基物種上的相關：长鳍犁头鳅